# Comuna de Roma
La Comuna de Roma (1143-1398) fue un régimen político ciudadano y semiautónomo, instaurado en la ciudad del mismo nombre, cuya aparición cabe inscribir dentro del proceso de constitución de comunas urbanas en el norte de Italia (siglos siglo XI-siglo XII). Como entidad político-administrativa, la Comuna de Roma, con sede física en la Colina Capitolina, estaba constituida por órganos de gobierno y representación (Arengum o Parlamentum, Senado y Consejo), justicia y finanzas cuya jurisdicción comprendía presumiblemente, de norte a sur, desde el puente de la Paglia en Radicofani (Siena) hasta Ceprano (Lacio) y, de este a oeste, desde Carsoli (Abruzos) hasta la línea costera. En sus 255 años de trayectoria, atendiendo al período considerado, la Comuna de Roma supuso para el Papado tanto una merma de su poder, en tanto su señorío sobre el Lacio venía a coincidir con los límites jurisdiccionales de aquella, como una eficaz aliada en sus luchas contra el Sacro Imperio Romano Germánico.

## Historia
De acuerdo con la temporalización propuesta por Yves Renouard para las comunas medievales italianas, la Comuna de Roma atraviesa una serie de fases de desarrollo que ha de someterse a consideración.

### Fase de formación (1143-1188)

#### La búsqueda de la autonomía y larenovatio Senatus(1143)
Tras dos años de conflicto con Roma (1141-1143), la vecina Tívoli había quedado finalmente sometida a la autoridad del Papa Inocencio II (1130-1143), quien no obstante prohibió a los romanos derribar sus muros o tomar represalias contra los tiburtinos. Con tal motivo, entre agosto y octubre de 1143, los ciudadanos romanos, alentados por el predicador reformista Arnaldo de Brescia, se rebelaron contra el entonces Papa, Lucio II y procedieron a renovar el antiguo Senado sobre la Colina Capitolina. Dicho episodio, conocido como la renovatio Senatus, está considerado el acto fundacional de la Comuna de Roma, pero su formación responde, no obstante, a un proceso iniciado en el siglo XI. De hecho, la búsqueda romana de la autonomía al margen de la autoridad papal tiene como referentes más tempranos la destacada presencia de laici potenti en los tribunales públicos del siglo XI, la aparición de cortes de justicia especializadas en la resolución de litigios profesionales, la concesión de un importante privilegio comercial a la abadía de Montecasino en 1127 por parte de seis ciudadanos romanos que actúan en representación de la ciudad y, sobre todo, la configuración de una milicia armada compuesta por miembros de las familias nobles que actúa de manera independiente de la autoridad pontificia. En ese sentido, la nobleza ciudadana reunida en armas contra Tívoli conforma un elemento clave para comprender la evolución de la Comuna de Roma, que se nutre de los cuadros de aquella a partir de la revuelta de 1143.

#### La conquista de la autonomía (1143-1188)
Desde su fundación hasta 1188, la Comuna de Roma gozó de una autonomía casi completa frente al Papado, al que llegó a disputar sus señoríos del Lacio (Tívoli, Albano Laziale, Tuscolo) basándose en una política de expansión comunal, así como el control de la producción de cereal entre Viterbo y el Mar Tirreno, la imposición de tasas, la administración de justicia en los territorios de Sabina, Tuscia y Campagna e Marittima e incluso la facultad de consagrar emperadores, al margen de la decisión final de los pretendientes germánicos.

### Fase de consolidación (1188-1252)

#### El reconocimiento papal de la Comuna
En 1188, la Comuna de Roma llegó a un acuerdo con el Papa Clemente III (1187-1191) por el que devolvía al pontífice algunas de las atribuciones perdidas a partir de 1143 (derecho de acuñación de moneda, regalías, etc.) y se comprometía asimismo a respetar a cardenales, clérigos y visitantes, a devolver los réditos y propiedades de las iglesias expoliadas con anterioridad, a prestar servicio militar al pontífice y a jurarle fidelidad como señor de la ciudad. La comuna, por su parte, obtenía del Papado no sólo el reconocimiento oficial de su entidad y de sus aspiraciones territoriales sobre Tuscolo, sino también reparaciones, donaciones y contribuciones económicas.

#### La elección del senador único y la aparición delmedianus
En 1191, a raíz de una revuelta popular que reivindicaba la autonomía comunal frente al Papado, la Comuna de Roma vio modificado su sistema de gobierno, representado por el Senado, a través de la elección del senador único; una magistratura senatorial colegiada, controlada por sendos representantes de facciones aristocráticas enfrentadas, la cual se podría comparar, en cierto modo, al de cónsul y/o podestà en el resto de comunas del norte de Italia. A partir de entonces, el Senado pasó a conformar un consejo subordinado, el cual llegaría a desdoblarse con el tiempo en un consejo general, compuesto por los caporioni y los cónsules de las Artes de Roma, y un consejo especial, de composición más restringida. Asimismo, los servicios que inicialmente dependían de la autoridad del Senado comenzaron a organizarse de manera autónoma.
De manera excepcional, aunque marcadamente notoria, entre 1198 y 1205 el Papa Inocencio III (1198-1216) se arrogó el nombramiento de un medianus; una figura cuyo cometido yacía en la elección de un senador de entre las familias güelfas y/o gibelinas que guardase fidelidad al pontífice. Tal injerencia sublevaría en más de una ocasión a las familias nobles toda vez que el liderato de la Comuna recayese en una u otra facción, de forma tal que la escisión en dos partidos enfrentados hacía evidente la inestabilidad del ambiente político.

#### La Comuna en tiempos de Federico II
Bajo el reinado del emperador Federico II Hohenstaufen (1220-1250), la Comuna liderada por el senador gibelino Giovanni di Poli participó activamente del renovado conflicto entre Papado e Imperio sobre la base de sus propios intereses políticos y territoriales. Su ambición por controlar manu militari Viterbo, los castillos de Vitorchiano y Montefortino (actual Artena), su intención de gravar al clero con los costes de guerra y su clara preferencia por el emperador alemán frente a Gregorio IX (1227-1241), acabaría por granjearle la excomunión hasta el pacto de una tregua que puso Viterbo bajo dominio compartido con el pontífice.

##### La revuelta de 1234 en defensa de la autonomía comunal
Si bien el historiador Paolo Brezzi dibuja un cuadro certero sobre la revuelta romana de 1234, lo cierto es que se desconocen las causas de la misma, no obstante constatar que estuvo liderada por el senador Luca Savelli, sus colaboradores Pietro Parenzo y Giovanni Cenci y las clases comerciantes en respuesta a las malas relaciones entre la Comuna y Gregorio IX. Las reivindicaciones del popolo grasso pasaban por extender la jurisdicción comunal a Anagni, Segni, Velletri, Viterbo y Montalto en perjuicio del Papado y anular la paz de 1188 con el fin de recuperar atribuciones tales como la libre elección del Senado, la acuñación de moneda o el derecho a percibir el cobro de gabelas. Habiendo solicitado auxilio militar frente a los romanos, Federico II Hohenstaufen acudió en ayuda de Gregorio IX y juntos derrotaron finalmente a las tropas comunales en Viterbo.
Las implicaciones acarreadas por la revuelta de 1234 acabaron saldándose con la restitución al Papado de todas las conquistas territoriales realizadas por la Comuna, la liberación de los prisioneros, el pago de compensaciones debido a los saqueos de San Juan de Letrán y las casas cardenalicias, el reconocimiento del privilegio del fuero eclesiástico y de la inmunidad tributaria de las iglesias romanas y la promesa de no molestar a peregrinos o a clérigos y de estar en paz con el emperador y con las ciudades de Campagna e Marittima, Sabina, etc. No obstante, a pesar de que las obligaciones exigidas por el Papa eran considerables, éste renunciaba por su parte a elegir libremente a los senadores de la corporación, al derecho de acuñación de moneda y a la percepción de gabelas, de manera que mediante este acto la autoridad papal devolvía y reconocía implícitamente las atribuciones por las que la Comuna se había levantado contra su señor.

##### La alianza entre Comuna y Papado contra Federico II
Tras la alternancia de güelfos y gibelinos en el poder comunal (1237-1241), la Comuna, encabezada por el senador güelfo, cardenal Matteo Rosso Orsini, hubo de aliarse en 1242-1243 con las ciudades de Perugia, Narni, Alatri, Acuto y Viterbo contra Federico II Hohenstaufen, quien procedía por esas fechas a invadir los territorios del Patrimonio de San Pedro para forzar la elección de un Papa capaz de poner fin al conflicto; lo que sucedería en 1244 tras la elección de Inocencio IV (1243-1254). Así, en recompensa por su fidelidad y auxilio durante la guerra, el Papa reconoció los derechos de la Comuna sobre Vico, invitando a reconquistar dicha plaza, y pagó a cierto número de romanos ilustres mediante comisiones provenientes de fondos eclesiásticos.
Una vez fenecido Federico II Hohenstaufen en 1250, la buena sintonía entre Comuna y Papado pronto daría paso al recelo de aquella ante la ausencia prolongada del pontífice y a las luchas internas entre las familias nobles.

### Fase popular (1252-1347)
Entre 1252 y 1347, Roma conoció no menos de una docena de cambios políticos, mayormente a causa de movimientos populares de intensidad variable que interrumpían el gobierno de los barones durante breves períodos de tiempo, de manera que el poder recaía en un colegio de magistrados de funciones desconocidas denominado boni viri reformatores reipublicae (1256), boni homines (1266; 1312; 1327; 1342), anziani (1305), priores (1338), o bien compartía funciones con podestà y/o príncipes extranjeros. Esta última tendencia no fue distinta de la del resto de ciudades italianas en las que depositar una parte del poder en manos de podestà foráneos y/o príncipes extranjeros (de manera simbólica, en este caso) buscaba la ejecución de reformas favorables a la nobleza ciudadana y a los componentes de Artes y Oficios. En el caso romano, no obstante, la elección de cargos foráneos resultó ser una novedad, ya que la procedencia de los cargos comunales hasta 1252 era siempre local. Sin embargo, desde la elección de Brancaleone degli Andalò como podestà (1252-1259) en adelante, la comuna romana conocería una serie de mandatos personalistas como, por ejemplo, los de Carlos I de Anjou (1263-1266; 1268-1278; 1281-1284) o Roberto I de Anjou (1313-1326; 1328-1336).

#### Brancaleone degli Andalò, senador y capitán del pueblo (1252-1259)
La ausencia prolongada del papa Inocencio IV (1243-1254) y el estado de guerra civil en que se encontraba la ciudad eterna, dominada entonces por familias güelfas, empujó a los romanos a recabar de Bolonia los servicios de un podestà, es decir, un magistrado foráneo dotado de poderes dictatoriales para restablecer el orden en la ciudad. En ese sentido, la llegada de Brancaleone degli Andalò a Roma supuso un verdadero ataque al status quo de los barones romanos. Andalò asumió en su misma persona los cargos de senador y capitán del pueblo con el fin de desplazar a los barones del poder, reformó la justicia y las Artes en aras de permitir la participación de los caporioni y los gremios artesanos en los asuntos públicos y sometió al clero bajo la jurisdicción civil. Asimismo, impuso tasas sobre feudos y pastos y disputó al papa tanto el cobro de regalías, que había pertenecido a la comuna desde su fundación hasta la paz de 1188 con Clemente III, como el impuesto sobre la sal; un privilegio exclusivo del poder pontificio.
Una vez Brancaleone hubo de abandonar la ciudad bajo instigación del papa Alejandro IV (1254-1261), los barones impusieron al senador Emanuele de Magi hasta resultar muerto por las revueltas populares que se sucedieron. No obstante, el boloñés no tardaría en regresar para hacer frente a sus opositores y, de nuevo al frente de la comuna romana, ordenó el derribo de aproximadamente 140 torres pertenecientes a familias güelfas que le granjeó la excomunión. Su mandato, por otra parte, habría continuado de no ser por su muerte repentina en 1259, tras caer enfermo durante una campaña contra Corneto.

#### Carlos I de Anjou, senador (1263-1284)
En 1263, los boni homines ofrecieron el cargo de senador al rey de Sicilia, Carlos I de Anjou (1263-1266), quien a excepción del senatorato de Enrique I de Castilla (1267) y del Papa Nicolás III Orsini (1278), ocupó el puesto hasta 1284.
Paralelamente al desempeño del cargo, en 1278 se produjo un notable cambio en el sistema de elección del senador de la comuna a través de la promulgación de la bula Fundamenta militantes Ecclesiae del Papa Nicolás III Orsini (1277-1280), la cual establecía en adelante que los senadores elegidos debían pertenecer exclusivamente a linajes romanos con tradición en el cargo, con lo que el Papado reivindicaba así su soberanía sobre la vida política de la ciudad y, en consecuencia, brindaba mayor peso a las familias nobles partidarias del Papa, en oposición a los populares.
No obstante, el intento de reforma llevado a cabo por Nicolás III no fue más allá de su muerte, a la que siguió el regreso de Carlos I de Anjou hasta 1284, cuando una revuelta de nobles afines al Papa acabó con su mandato y lo sustituyó por el senador Pandolfo Savelli y el capitán del pueblo Giovanni di Cencio Malabranca.
Bajo el pontificado de Nicolás IV (1288-1292), la comuna romana impuso a Viterbo un gravoso tributo tras su sometimiento y, hasta la elección de Bonifacio VIII (1294-1303) como senador (a través de la bula de Nicolás III), la comuna vagó sin titular.

#### La alternancia de barones y populares (1305-1347)
Con el traslado de la sede pontificia a Aviñón a partir de Clemente V (1305-1314), Roma se sumió en luchas de poder entre barones y populares hasta la llegada de los forasteros Giovanni da Ignano y Paganino della Torre, los cuales ejercieron en 1305 como senador y capitán del pueblo, respectivamente, con el objetivo de restablecer el orden.
Cinco años más tarde, el Papa Clemente V consintió la derogación de los Fundamenta de Nicolás III y la elección de Luis de Saboya como senador, dedicado infructuosamente a terminar con el conflicto entre las familias Orsini y Colonna, quienes volvieron a detentar y a repartirse el poder de la ciudad a partir de 1312. A la brevedad de Jacopo Arlotti de los Stefaneschi como capitán del pueblo, visto como un mandato de castigo contra las grandes familias implicadas en los desórdenes, seguiría en 1313 el nombramiento papal de Roberto I de Nápoles como senador.
Por otra parte, una de las últimas noticias que tenemos de la ajetreada vida política romana hasta el ascenso al poder de Cola di Rienzo tiene que ver con la atípica coronación de Luis IV de Baviera como emperador. En 1328, el pueblo romano, representado por el capitán del pueblo Sciarra Colonna y otros notables antipapales, había entregado la corona al soberano alemán iniciando, de esta forma, un nuevo enfrentamiento con la curia pontificia. El nombramiento imperial de Castruccio Castracani de los Antelminelli como senador y la elección de Nicolás V (1328-1330) como antipapa colmaron finalmente la paciencia de Juan XXII (1316-1334), quien no dudó en excomulgar al emperador y en lanzar un interdicto sobre Roma. Al mando de un contingente militar, el partidario del papa Stefano Colonna arrasó la parte meridional de la ciudad y expulsó definitivamente al emperador y al antipapa hasta verse situado en 1338 como capitán del pueblo, al frente de un gobierno popular formado por trece jefes de las Artes, los priores, y un gonfaloniero de justicia.

### La Roma de Cola di Rienzo (1347-1354)
Sumida en divisiones internas de índole aristocrática, Roma asiste en 1347 al ascenso de un personaje que pretende acabar con la hegemonía baronal de la Comuna: Cola di Rienzo. Su figura, aunque sumida en sombras, es una de las mejor conocidas por la historiografía medievalista italiana gracias a la Cronica del Anónimo Romano, que narra varios de los acontecimientos políticos sucedidos en la ciudad eterna entre 1325 y 1357.
Rienzo, nacido en Roma hacia 1313 en el seno de una familia pobre, pertenecía al gremio de notarios y estaba casado con la hija de un notable del mismo. Su gran ingenio y elocuencia, sumados a la vasta cultura acumulada a partir de las lecturas de Livio, Virgilio, Dante o Petrarca, pronto le valieron un importante puesto entre los magistrados de la ciudad, cuyo gobierno yacía en manos del popular Stefano Colonna desde 1338. Con ocasión de la muerte del papa Benedicto XII (1334-1342), Rienzo se puso a la cabeza de una embajada paralela a la oficial, liderada por Stefano, con el objetivo de conseguir del nuevo pontífice, Clemente VI (1342-1352), la proclamación del año jubilar. Gracias a su amistad con Petrarca y a las conexiones de éste con el cardenal Colonna en la sede aviñonense, Rienzo fue nombrado notario de la Cámara Apostólica y volvió a Roma en 1344 para atacar el mal gobierno de los trece priores desde su puesto en el assectamentum comunal, mientras se atraía al pueblo con sus arengas. A partir del hallazgo en 1347 de la lex regia de impero sobre una placa de bronce en San Juan de Letrán, Rienzo reclamó para Roma los poderes que le pertenecían de iure, fascinado con la idea de restaurar la grandeza del Imperio Romano.